# Stade Al-Zawraa
Le Stade Al-Zawraa (en arabe : ملعب الزوراء) est un stade nouvellement construit à Bagdad en Irak. D'une capacité de 15 443 spectateurs, il accueille les rencontres à domicile du club de football d'Al-Zawra'a SC qui évolue au sein du championnat d'Irak. Il est inauguré le 15 février 2022.

## Histoire
Le stade est situé dans le centre-ville de la capitale Bagdad. Il se trouve sur le site de l'ancien stade d'Al-Zawra'a. L'ancien stade avait une capacité de 15 000 places et avait été construit en 1978. En 2011, la construction d'un complexe sportif est annoncée en vue de remplacer l'ancien stade et de moderniser les installations sportives de la ville de Bagdad. Le nouveau stade vise à permettre aux supporters du club d'assister et d'apprécier les matchs de leur équipe dans un nouveau stade conforme aux normes de la FIFA.
En janvier 2012, l'ancien stade est démoli. La démolition et la reconstruction du nouveau stade sont confiées à Boland Payeh Co, une société iranienne. La reconstruction a connu plusieurs interruptions, principalement en raison de problèmes financiers. Il en a résulté des retards importants dans l'achèvement des travaux et le club résident Al-Zawraa SC a du jouer plusieurs saisons à Al-Shaab Stadium.
À l'origine, outre le stade principal, le projet prévoyait la construction d'un hôtel, d'une piscine, d'une salle de sport, d'un aménagement paysager et de voies d'accès au site. Toutes ces structures ont été supprimées par manque de fonds. Seul le projet de stade a été maintenu.
En 2018, la légère amélioration de la situation économique a favorisé la reprise des travaux, sous la supervision de l'ancien ministre de la Jeunesse et des Sports Abdul-Hussein Abtaan. Plus de 2 000 tonnes d'armatures, 24 000 m3 de béton et 5 400 m2 de coffrage ont été nécessaires à la réalisation de ce projet. 
Néanmoins, la cadence de travail de l'entreprise iranienne était relativement faible. Le ministère de la Jeunesse et des Sports a adressé plusieurs avertissements menaçant de résilier le contrat avec la société Boland Payeh Co si elle n'augmentait pas le rythme des travaux,.
Le 15 février 2022, le nouveau stade est officiellement inauguré à l'occasion d'un match du championnat irakien entre Al-Zawraa SC et Al-Diwaniya FC (2-0).